# 敏州
敏州，五代十国时设置的州。
马楚在天福年间改邵州置，治所在敏政县（今湖南省邵阳市）。辖境相当今湖南省新化县以南的资水流域（其支流夫夷水上游除外）和巫水上游。南汉时复改邵州。 